# 耶尔斯-布鲁阿日
耶尔斯-布鲁阿日（法語：Hiers-Brouage，發音：[jɛʁs bʁuaʒ]）是法国滨海夏朗德省罗什福尔区曾经的一个市镇，位于该省西部，面积31.35平方千米，2018年1月1日人口为613人。耶尔斯-布鲁阿日于1825年由原市镇耶尔斯（Hiers）与布鲁阿日（Brouage）合并而成。2019年1月1日，耶尔斯-布鲁阿日与市镇马雷讷合并为新市镇马雷讷-耶尔斯-布鲁阿日，并成为了马雷讷-耶尔斯-布鲁阿日的委派市镇。

## 地理
耶尔斯-布鲁阿日（45°50'59"N, 1°4'32"W）面积31.35平方千米，位于法国新阿基坦大区滨海夏朗德省，该省份为法国西部滨海省份，北起旺代省，西临大西洋，南至吉倫特省，东南接多爾多涅省，东北接德塞夫勒省接壤，东临夏朗德省。
与耶尔斯-布鲁阿日接壤的市镇（或旧市镇、城区）包括：博热、布尔瑟弗朗-勒沙皮、马雷讷、莫埃兹、圣让当格勒、圣瑞斯特-吕扎克。
耶尔斯-布鲁阿日的时区为UTC+01:00、UTC+02:00（夏令时）。

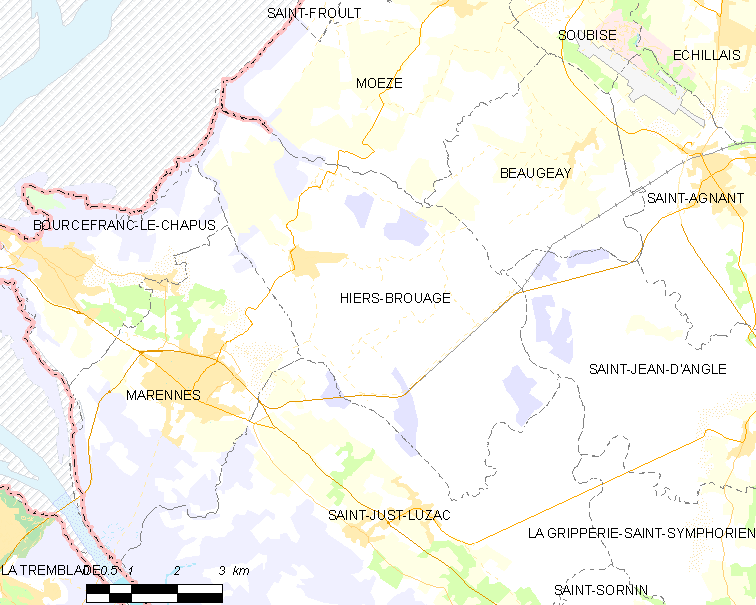
耶尔斯-布鲁阿日的OSM定位图

## 行政
耶尔斯-布鲁阿日的邮政编码为17320，INSEE市镇编码为17189。

## 政治
耶尔斯-布鲁阿日所属的省级选区为马雷讷县。

## 人口

1962-2008年间耶尔斯-布鲁阿日人口变化图示

耶尔斯-布鲁阿日于2018年1月1日时的人口数量为613人。